# Прохор Пчињски
Прохор Пчињски (почетак 11. века – 14. септембар 1067) је српски православни пустињак и светац.
Рођен је у првој половини 11. века од побожних родитеља, Јована и Ане, у околини Овчег поља. По Житију, Прохор је рано изучио књижне мудрости и у свему био бољи од својих вршњака. У духовном усхићењу он одлази у пештеру Нагоричинску (источно од Куманова), близу данашњег манастира Старо Нагоричино, где среће ловца Диогена. Прохор му прорече да ће постати цар и рече му: „Сети се и мене кад постанеш цар“. То се и обистинило - Диоген поста византијски владар Роман IV Диоген (1067-1071). Житије даље казује да се пустиножитељ Прохор подвизавао тридесет година у планини Козјак (јужно од Врања), у једној малој пећини. Ту се и престави после шездесет и две године испосничког живота.
После тридесет година, преподобни Прохор се у сну јави цару Диогену и опомену га речима: „Зашто, Диогене, заборави своје пређашње хаљине и мене старца? Постарај се да ми подигнеш макар мали храм“. Цара обузе страх и са патријархом и пратњом пође у Жеглиговски крај у Нагоричино да тражи старца Прохора. Пошто га ту не нађе, пређе у планину Козјак. После много дана тражења пронађоше пећину и у њој мошти преподобног Прохора. На том месту цар подиже цркву у славу Светога апостола Луке, а десно од реке Пчиње сагради храм посвећен преподобном Прохору. У томе храму, са десне стране олтара, положише свете мошти Преподобнога; из њих потече свето миро. Део моштију цар је однео у Цариград, један део доспео је доцније у Љубостињу, а остали део и данас се налази у манастиру Светог Прохора Пчињског под планином Козјак.
О преподобном Прохору Пчињском, чије мошти и данас почивају у његовом манастиру и точе миро, сачувана су многа писана сведочанства, посебно о његовим чудотворним моштима. Православна црква овога свеца слави 1. новембра (односно 19. октобра по старом календару).